# Rilaena atrolutea
Rilaena atrolutea is een hooiwagen uit de familie echte hooiwagens (Phalangiidae).